# Compass Point Studios

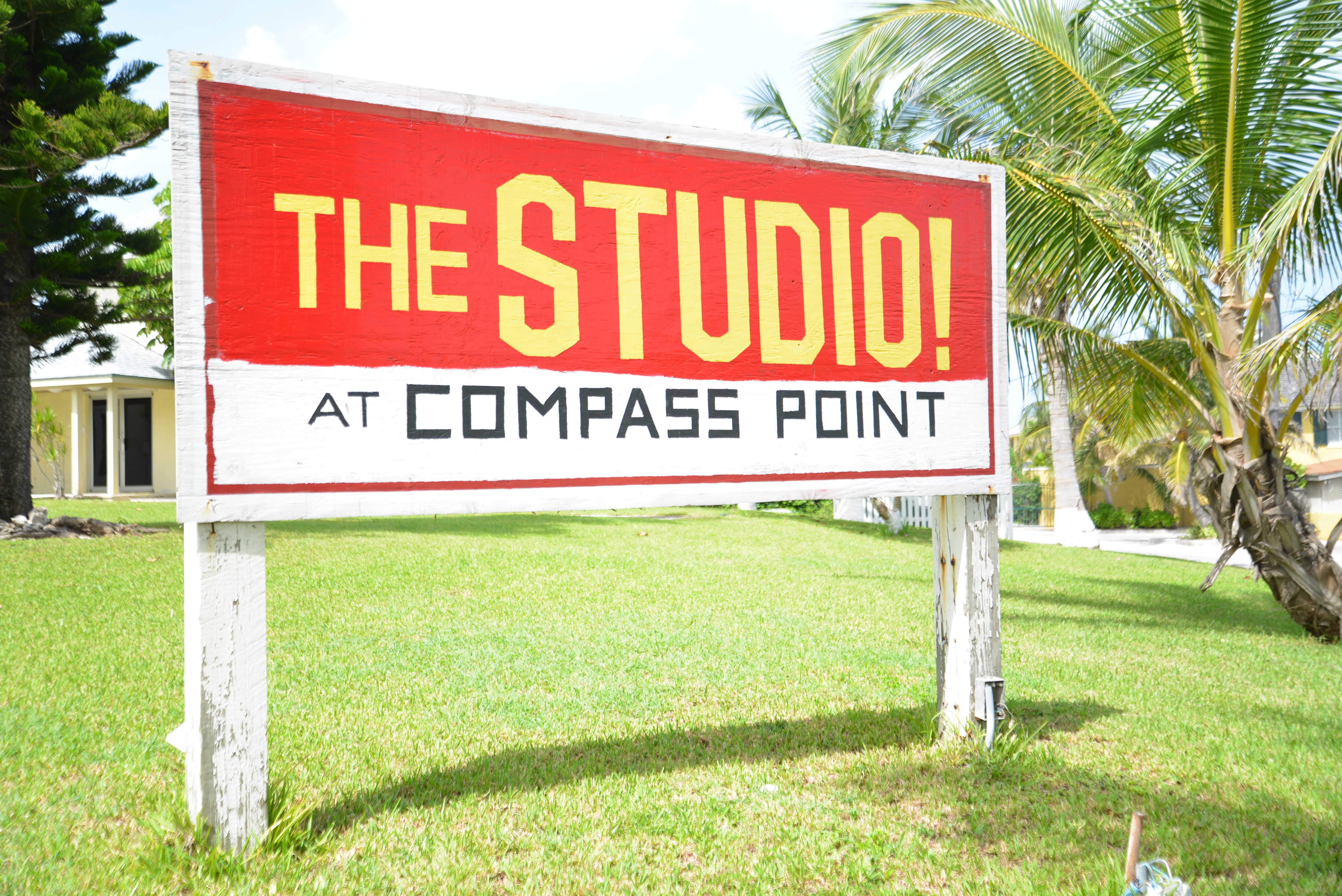
Compass Point Studios

De opnamestudio's Compass Point Studios in Nassau (Bahama's) werden opgericht in 1977 door Chris Blackwell, de eigenaar van Island Records. De studio's waren in de eerste plaats bedoeld om grote namen uit de pop- en rockmuziek aan te trekken. Naast de studio's bestond het complex uit appartementen, huizen, een zwembad en het nabijgelegen strand, alles om een zo relaxed mogelijke atmosfeer te scheppen voor de artiesten. Blackwell vormde een residente begeleidingsband, de Compass Point All Stars, waarvan de ritmesectie bestond uit het bekende duo Sly Dunbar & Robbie Shakespeare. Ook toetsenist Wally Badarou (later van Level 42) maakte deel uit van de zeskoppige All Stars, en later ook Tina Weymouth en Chris Frantz van de Tom Tom Club.
Vanaf 1979 tot het midden van de jaren 1980 kenden de studio's een eerste bloeiperiode. De combinatie van technisch goed uitgeruste studio's met het (ook fiscaal) aangename klimaat van de Bahama's trok veel artiesten aan. Onder meer Julio Iglesias, Grace Jones, Ian Dury, Joe Cocker (album Sheffield Steel), Peter Tosh, AC/DC (Back in Black), Judas Priest (Turbo), Robert Palmer (Clues, Riptide), Spandau Ballet en Iron Maiden (Powerslave, Piece of Mind) maakten opnamen in de Compass Point Studios.
Na de dood van producer Alex Sadkin in 1987 raakten de studio's in verval. Chris Blackwell was zich aan andere projecten gaan interesseren en hield zich niet meer rechtstreeks bezig met de studio's. In het begin van de jaren '90 maakte hij van Compass Point een Island Outpost, onderdeel van een keten van hotels en resorts in Florida, Jamaica en de Bahama's. Om de studio's nieuw leven in te blazen trok Blackwell de bekende Amerikaanse opname-ingenieur en producer Terry Manning en diens vrouw Sherrie aan. Ze restaureerden en moderniseerden de twee grote studio's grondig. Eind 1992 openden de Compass Point Studios opnieuw en ze werden weer een van de bekendste en populairste opnamestudio's. Onder meer Shakira (voor Laundry Service en de video van Waka Waka (This Time for Africa)), Nine Inch Nails en Joss Stone (voor het album Introducing Joss Stone) zijn ernaartoe getrokken voor opnames.
In juli 2011 kondigde Terry Manning op een internetdiscussieforum aan dat de studio's in Nassau vanaf september 2010 gesloten waren vanwege "een reeks incidenten in het recente verleden, socio-politiek gebaseerde gebeurtenissen die het onmogelijk maken om nog verder zaken te doen in de Bahama's..." maar zonder te vermelden wat die gebeurtenissen en incidenten geweest waren.